# Hossain Mohammad Ershad

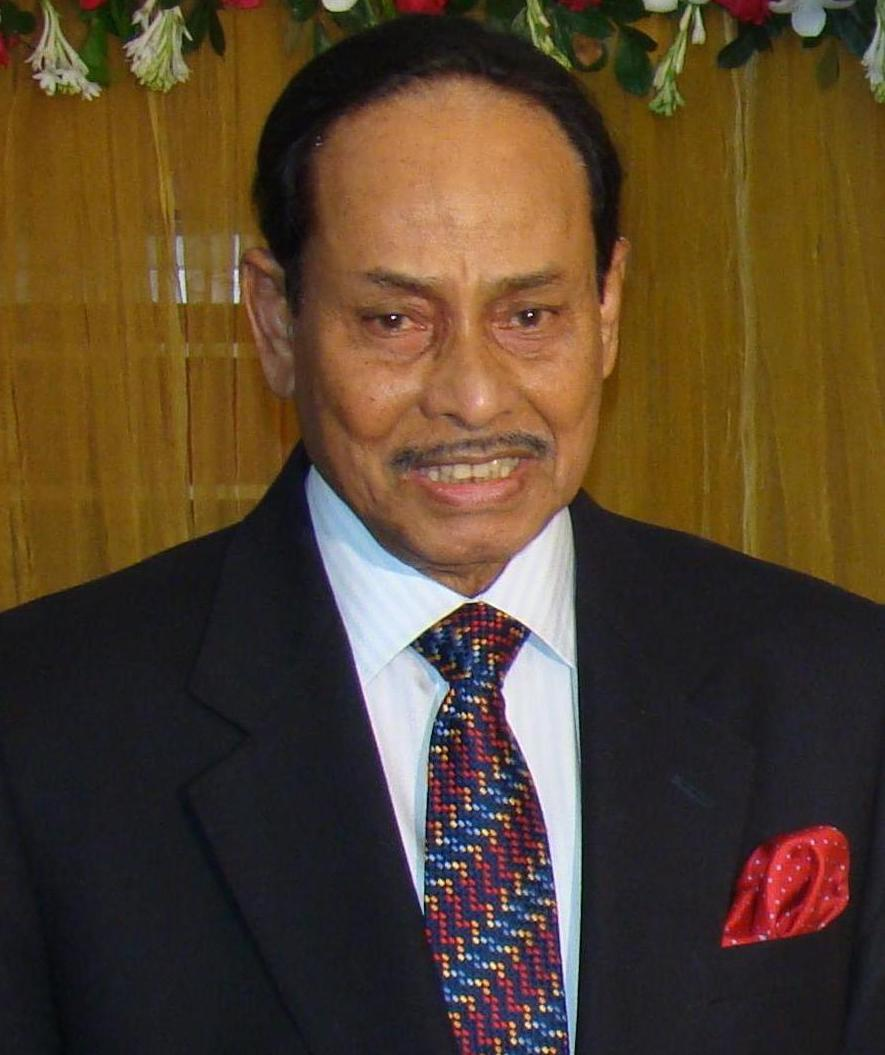
Hossain Mohammad Ershad (2012)

Hossain Mohammad Ershad (bengalisch: হুসেইন মুহাম্মদ এরশাদ, Husein Muhāmmad Eraśād; * 1. Februar 1930 in Rangpur, Bengalen, Britisch-Indien; † 14. Juli 2019 in Dhaka) war ein Generalleutnant und Politiker aus Bangladesch. Von 1983 bis 1990 war er Staatspräsident von Bangladesch.

## Biografie

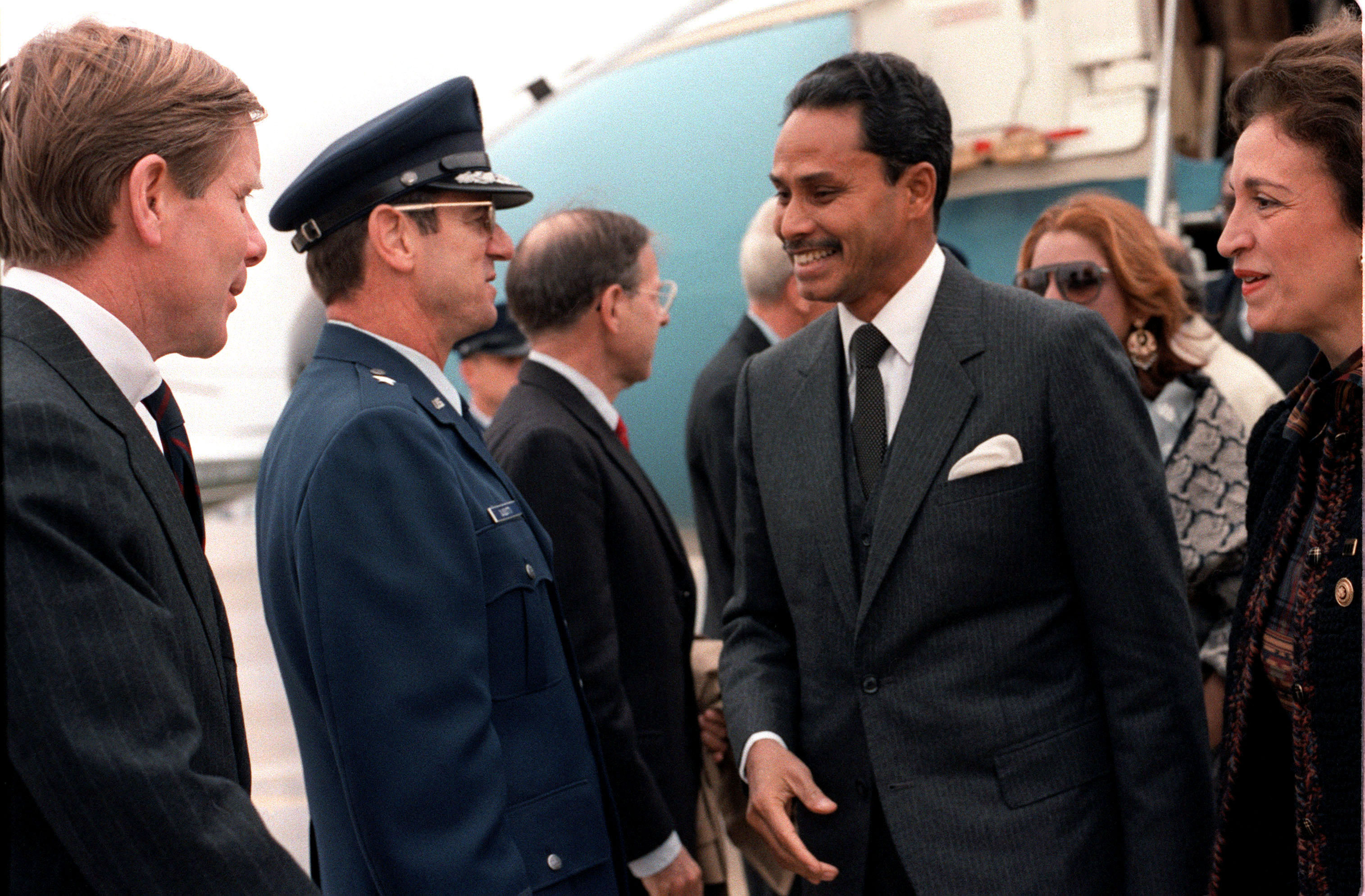
Hossain Mohammad Ershad bei einem Staatsbesuch 1983

Ershad trat 1952 in die Streitkräfte Pakistans ein. Er wurde 1969 zum Oberstleutnant befördert. Während des Unabhängigkeitskampfes von Bangladesch befand er sich in Pakistan und wurde nach der Unabhängigkeit Bangladeschs am 16. Dezember 1971 als Generaladjudant in die Streitkräfte des neuen Staates übernommen. 1975 wurde er zum Generalmajor befördert und vom damaligen Befehlshaber der Armee, Generalmajor Ziaur Rahman, zum Stellvertretenden Chef des Armeestabes ernannt.
Ziaur Rahman machte Ershad zu seinem Nachfolger als Armeechef, als er selbst am 29. November 1976 Administrator des Kriegsrechts und dann am 21. April 1977 Staatspräsident von Bangladesch wurde, und beförderte ihn bald darauf zum Generalleutnant. Als Armeechef stellte sich Ershad während der Verfassungskrise nach der Ermordung Rahmans bei einem fehlgeschlagenen Militärputsch im Mai 1981 zunächst auf die Seite von Präsident Abdus Sattar. Allerdings kam es nach der Wahl des bereits 75-jährigen Sattar zum Präsidenten im November 1981 zum Bruch mit ihm wegen Meinungsverschiedenheiten über die Rolle der Streitkräfte. Sattar sah die einzige Aufgabe der Armee in der Sicherstellung der Verteidigung und Sicherheit des Landes. Ershad hielt sich zunächst zurück, bis es wegen der politischen und wirtschaftlichen Lage zu Spannungen in der Regierung von Präsident Sattar kam. Am 24. März 1982 ergriff Ershad in einem unblutigen Putsch die Macht und ernannte sich selbst zunächst zum Obersten Administrator des Kriegsrechts (Chief Martial Law Administrator). Dieses Amt und damit die eigentliche Machtposition behielt er auch inne, als am 27. März 1982 A. F. M. Ahsanuddin Chowdhury Staatspräsident wurde. 
Am 11. Dezember 1983 ernannte Ershad sich schließlich selbst zum Staatspräsidenten. Gegen das verhängte Kriegsrecht und gegen die von der Regierung verfolgte Islamisierung der Gesellschaft gab es zahlreiche Protestaktionen und Streiks. Zu sozialen Spannungen kam es auch mit den 500.000 in Bangladesch lebenden Biharis, die überwiegend in Lagern leben mussten. General Ershad versuchte, mit der Privatisierung von Staatsbetrieben Anreize für ausländische Investoren zu schaffen und die hohe Arbeitslosigkeit (um die 30 Prozent) zu senken. Nach einer ersten Beruhigung der innenpolitischen Lage legte er am 30. März 1984 das Amt des Obersten Kriegsrechtsadministrators nieder. 
Nach erneuten landesweiten Protesten trat er am 6. Dezember 1990 als Staatspräsident zurück und wurde verhaftet. Am 9. Januar 1997 wurde er gegen Kaution aus der Strafhaft entlassen, musste sich jedoch in 17 Fällen wegen Korruption und Amtsmissbrauch vor Gericht verantworten. Am 20. November 2000 wurde er erneut zur Verbüßung einer fünfjährigen Freiheitsstrafe wegen Bestechung nach seiner Niederlage im Berufungsprozess inhaftiert. Ershad starb am 14. Juli 2019 im Alter von 89 Jahren in Dhaka.